# Juri Kimura
Juri Kimura (珠莉 木村?, Juri Kimura; Prefettura di Fukuoka, 7 giugno ...) è una doppiatrice giapponese ed è affiliata alla Haikyo.

## Doppiaggio
- Detective Conan (Commessa negozio di fiori, commessa ristorante di famiglia)
- Shirobako (Aoi Miyamori)
- Sora no method (studentessa)
- Mikagura School Suite (Eruna Ichinomiya)
- The Rolling Girls (Mario)
- DanMachi (Lefiya Viridis)
- Le bizzarre avventure di JoJo: Stardust Crusaders (Sonia)
- School-Live! (Kei Shidō)
- Heavy Object (Lemish)
- Valkyrie Drive: Mermaid (Momoko Kouzuki)
- Le bizzarre avventure di JoJo: Diamond is Unbreakable (Yoshie)
- kuromukuro (Elizabeth "Beth" Butler)
- Akiba's Beat (Kanata Saotome)
- That Time I Got Reincarnated as a Slime (Haruna)